# 卡拉韋

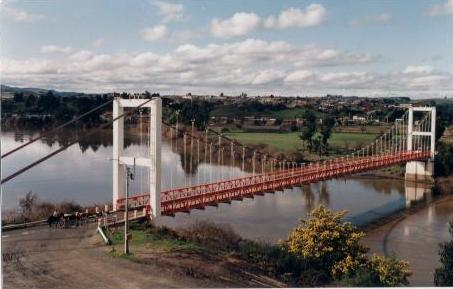

卡拉韋是智利的城鎮，位於該國中南部，由阿勞卡尼亞大區的考丁省負責管轄，始建於1882年2月22日，面積1,340平方公里，2002年人口25,696，人口密度每平方公里19.2人。

## 外部連結
- Municipality of Carahue（页面存档备份，存于）